# DIRAVI
DIRAVI est le nom donné par Citroën à son système exclusif de direction assistée, dévoilé pour la première fois au grand public en 1970 avec la SM et utilisé jusque dans la seconde moitié des années 90 sur la XM.
DIRAVI est l'acronyme de « Direction à rappel asservi ».  Au Royaume-Uni, il était commercialisé sous le nom de VariPower et aux États-Unis sous le nom de SpeedFeel.
Contrairement à ce qui est souvent mentionné, ce n’est pas une direction à assistance variable. Son dispositif de rappel du volant en ligne droite asservi à la vitesse qui donne l’effet de durcissement est indépendant de l’assistance, qui de son côté n’est pas modifiée par la vitesse.
Elle fut développée par l'ingénieur Citroën Paul Magès pour procurer une grande douceur lors des manœuvres, une grande rapidité de correction de trajectoire, tout en conservant, grâce au rappel de plus en plus puissant à mesure que la vitesse augmente, une direction précise à toutes les allures. Elle se veut insensible aux conditions de roulage et aux effets de retour couple lors des puissantes accélérations.
Ce système DIRAVI est associé au système hydraulique haute pression Citroën (suspension, freinage) dont la source de pression est une pompe unique entraînée par le moteur.
Elle a équipé plusieurs modèles : Citroën SM, Citroën CX (en option, puis en série à partir de juillet 1982), Citroën BX 4TC, Citroën XM (la plupart des V6 PRV, et en conduite à gauche uniquement), ainsi que les Maserati Quattroporte II et Khamsin. 
On note également la Citroën AX superproduction, insolite traction de près de 400ch, dont les prouesses étaient possibles grâce à cette direction empêchant les retours de couple, autrement insupportables, induits par la forte puissance sur le train avant.

## Fonctionnement
Le volant est relié à un bloc de commande, qui contient un tiroir hydraulique et la commande mécanique pour gérer l’assistance, ainsi qu’un piston appuyant sur une came en forme de cœur pour la fonction rappel en ligne droite. Le pignon de crémaillère de direction est relié au bloc de commande par un dispositif de réglage permettant d'accorder la position ligne droite du bloc de commande avec le point milieu de la crémaillère (réglage de la dérive).
Le volant et le pignon de crémaillère sont reliés mécaniquement mais avec un jeu conséquent permettant donc un décalage entre la partie volant et la partie crémaillère. Les 2 arbres entraînent chacun un plateau qui sont placés l’un en face de l’autre et reliés entre eux par des biellettes. Au moindre décalage, c’est-à-dire entre la partie commande qu’est le volant et la partie crémaillère, les biellettes déplacent le tiroir hydraulique permettant au liquide hydraulique (LHM) sous pression d'entrer ou de sortir du vérin d’assistance intégré dans le boîtier de crémaillère pour le faire bouger dans le sens demandé. Ainsi actionnée totalement hydrauliquement, la crémaillère fait tourner son pignon, les deux plateaux retrouvent leur alignement ce qui replace le tiroir hydraulique au neutre et ainsi stoppe le mouvement de la crémaillère dans la position en rapport avec celle du volant.
Ce décalage entre la partie volant et la partie pignon de crémaillère est rendu imperceptible car il reste très minime du fait de la réaction instantanée du système, offerte par l’incompressibilité du liquide hydraulique et la disponibilité immédiate d’une réserve de liquide sous pression constituée par une sphère de réserve, l’accumulateur principal, tenu en pression par la pompe hydraulique. Volant fixe, il n’y a aucune consommation de débit par le système.
La DIRAVI présente donc une conception très différente de celle d'une direction assistée hydraulique classique qui utilise généralement une petite barre de torsion pour contrôler une valve de commande rotative, utilisant ou non un débit permanent la traversant, système dit à centre ouvert où le piston d’assistance est hors pression tant que le volant ne tourne pas.
La crémaillère de direction est presque conventionnelle, elle est sur la tige de son piston de commande dont un côté présente une surface moitié moins grande que l'autre. Cette petite surface du vérin est constamment soumise à la pression maximale constante du circuit principal régulée par le conjoncteur-disjoncteur. Sur la surface deux fois plus grande est appliquée en statique une pression deux fois moindre, le vérin reste alors fixe et verrouillé hydrauliquement quelle que soit sa position tant que le volant est fixe. Pour obtenir un mouvement du piston, le tiroir hydraulique du bloc de commande va donc agir sur la pression qui s’applique sur la grande surface. Ce tiroir ne pouvant être commandé que par un mouvement du volant, il n’y a qu’une action du conducteur ou du dispositif de rappel qui peuvent modifier la position du vérin solidaire de la crémaillère, et donc modifier l’orientation des roues.
Comme son nom l’indique, le rappel en ligne droite est la seule fonction asservie à la vitesse, il est mis en œuvre avec petit piston hydraulique qui applique, via un galet, une force variable sur une came en forme de cœur dont le creux correspond à la position ligne droite, cette came est solidaire du volant. La pression de centrage alimentant le piston est contrôlée par un régulateur centrifuge à masselottes, entraîné par une prise de mouvement sur la boîte de vitesses, ce qui constitue l’information vitesse du véhicule. La pression augmente jusqu'à un maximum atteint à environ 190 km/h, ainsi la force de rappel en ligne droite est faible à basse vitesse et elle augmente avec la vitesse du véhicule. Ce rappel est suffisant pour que même à l'arrêt les roues soient ramenées en ligne droite si le volant est simplement relâché. La forme de la came procure aussi une augmentation de la force de rappel plus le braquage est important, la précision de la direction est ainsi obtenue quelle que soit la vitesse. 
Ce rappel automatique s’est imposé en raison du verrouillage hydraulique de la direction et de la puissance de l’assistance qui est un total et permanent contrôle hydraulique de la crémaillère. Sans ce rappel, les roues resteraient dans la position où elles sont laissée par l’orientation du volant, du fait de la non réversibilité de la commande hydraulique, l’angle de chasse du train AV ne pouvant pas ramener les roues en ligne droite lorsque le véhicule roule (comme ce serait le cas avec un système classique). Il s’agit aussi d’éviter des corrections exagérées ou intempestives vu le relativement faible nombre de tours de volant entre butées de braquage et de contrer la puissante assistance qui, elle, ne varie pas avec la vitesse.
Lorsqu'il n'y a pas de pression hydraulique disponible, en cas de moteur arrêté ou de défaillance, le volant peut actionner le pignon de crémaillère mais avec un jeu important, cette liaison mécanique ne sert qu’en cas de secours pour permettre de garer le véhicule, il est toutefois déconseillé de tourner les roues à l’arrêt absolu sans pression.
En fonctionnement normal, cette liaison mécanique pourrait être supprimée, outre son utilité en cas de secours, elle sert aussi à procurer les butées de braquage au volant tout en évitant un décalage trop important avec le côté relié à la crémaillère pour ne pas endommager le dispositif de commande.

## Caractéristiques résumées
- Commande de la crémaillère entièrement hydraulique. La force à appliquer par le conducteur pour faire tourner le volant est uniquement pour agir contre le dispositif de rappel en ligne droite. Le volant n’actionne pas directement la crémaillère, seulement une partie du dispositif de commande.
- Aucune gestion électrique ou électronique, tout est mécanique et hydraulique.
- Rappel automatique en position ligne droite volant même à l’arrêt.
- Sensation artificielle d’assistance variable : la force de retour en ligne droite varie en fonction de la vitesse du véhicule et du braquage.
- La crémaillère est solidaire du vérin hydraulique double effet et prend en charge la pleine fonction de direction en cas de panne hydraulique. En fonctionnement normal, la denture de crémaillère et le pignon fournissent simplement une indication, une recopie de la position de la crémaillère à sa commande hydraulique.

## Avantages
- Aucune remontée parasite dans le volant. Les nids-de-poule, ornières, différences d’adhérence, déséquilibres de freinage, effets de couple en cas de fortes accélérations, crevaison, etc… ne pouvant affecter la position du volant, la conduite s’effectue avec grandes précision et stabilité directionnelle.
- Nécessite un effort minimal de la part du conducteur lors des manœuvres, le volant peut être tourné de butée à butée avec un doigt même lorsque la voiture est à l'arrêt puis le retour en ligne droite peut être laissé au rappel automatique.
- Braquage particulièrement rapide, seulement 2 tours de butée à butée sur la SM, 2,5 sur la CX.

## Reproches possibles
- Le rappel du volant étant sans rapport avec les forces réelles exercées sur les roues avant, les sensations en provenance de la route ne sont plus transmises au volant.
- En raison de la différence de comportement par rapport à une direction assistée classique, elle nécessite une familiarisation et de ne pas y être réticent pour s’habituer aux sensations procurées, étant parfois jugée trop rapide et sensible au premier abord, en particulier sur la SM, dans une moindre mesure la CX, encore moins avec les XM concernées. C’est essentiellement une question d’habitudes, comme ce qui est souvent reproché à l’égard du freinage haute pression Citroën par les non-habitués.
- Chuintement hydraulique léger lors de la rotation du volant, notamment sur la CX dont le bloc de commande se situe dans l’habitacle.
- En cas de manque de pression, le véhicule reste contrôlable mais avec jeu important entre les deux sens de braquage, le véhicule doit alors être garé au plus vite, un explicite voyant rouge « stop » est dans ce cas en principe déjà allumé, son respect s’impose, comme pour tout véhicule.